# Phil Edwards (kerékpárversenyző)
Phil Edwards (Bristol, 1949. szeptember 3. – Monte-Carlo, Monaco, 2017. április 24.) angol kerékpárversenyző.

## Pályafutása
Az 1972-es müncheni olimpián az országúti versenyben a hatodik helyen végzett csapattársa Phil Bayton mögött. 1976 és 1980 között profi kerékpárversenyző volt. 1977-ben megnyerte a brit országos bajnokságot az országúti versenyben.
Monte-carlói otthonában hunyt el, 2017. április 24-én.

## Sikerei, díjai
Országúti verseny
- Olimpiai játékok
  - 6.: 1972, München
- Brit országos bajnokság
  - bajnok: 1977